# Alain Nimegeers
Alain Nimegeers (Brussel, 22 september 1957) is een voormalig Belgisch lid van het Brussels Hoofdstedelijk Parlement.

## Levensloop
Beroepshalve werd hij bestuurder van vennootschappen. Eveneens was hij kabinetsmedewerker van Daniel Ducarme, toen die minister-president van het Brussels Hoofdstedelijk Gewest was.
Hij werd politiek actief voor het FDF. Voor deze partij werd hij in 2000 tot gemeenteraadslid van Brussel verkozen. In 2013 stapte hij over naar de MR. In 2018 nam Nimegeers ontslag uit de Brusselse gemeenteraad wegens zijn verhuis naar de provincie Namen.
Tevens zetelde hij in 2003 voor een korte periode in het Brussels Hoofdstedelijk Parlement.
In 2018 verspreidde de Franstalige openbare omroep RTBF een opname van een ontmoeting van Nimegeers met een illegale persoon. Deze had Nimegeers 3.000 euro betaald in ruil voor verblijfsdocumenten, maar zou die nooit hebben gekregen. Zijn partij MR distantieerde zich van hem en het Brusselse parket startte een onderzoek. In februari 2020 werden Nimegeers en twee anderen door de onderzoeksrechter aangehouden op verdenking van corruptie, oplichting en bendevorming. Uit het onderzoek bleek dat Nimegeers en zijn kompanen aan een zestigtal mensen had beloofd om, in ruil voor bedragen tussen 200 en 5.000 euro, hen te steunen bij de regularisatie van hun verblijf, het verlenen van sociale bijstand of sociale huisvesting, waarna ze het geld onderling verdeelden. Om die reden werd hij in juni 2023 door de correctionele rechtbank van Brussel veroordeeld tot 30 maanden voorwaardelijke celstraf.